# Gesamtschule Barmen
Die Gesamtschule Barmen ist eine Gesamtschule im Wuppertaler Stadtteil Barmen. Sie wurde aufgrund ihres „herausragenden Schulklimas“ 2015 mit dem mit 100.000 Euro dotierten Deutschen Schulpreis ausgezeichnet.

## Gebäude
Die Schule liegt unmittelbar an der Wupper auf einem ehemaligen Fabrikgelände nahe der Barmer Innenstadt, die Schwebebahnstation Adlerbrücke ist wenige Gehminuten entfernt. Das heutige Gebäude wurde 1997/1998 nach den Entwürfen des Architekten Christoph Parade errichtet. Die Schule zog im Oktober 1998 dort ein, vorher fand der Lehrbetrieb übergangsweise an verschiedenen Schulstandorten statt.
Prägend für die Gestaltung sind die Materialien Glas und Backstein. Die langgezogene zentrale Pausenhalle mit der charakteristischen schrägen Glasfassade verbindet alle Flügel der Schule miteinander. Die Klassenräume sind nach Jahrgangsstufen getrennt im Norden untergebracht, auf der südlichen Seite der Halle liegen die Bücherei, die Mensa und die Turnhalle. Für die Wärmeregulierung werden Sonnenenergie und Regenwasser genutzt. So sind die Glasfassaden des Gebäudes nach Süden ausgerichtet und die Wände der nördlichen Räume mit Backstein verkleidet. Die Sonne kann im Winter die massiven Wände aufheizen, im Sommer kühlen die Wasserflächen vor dem Gebäude und Pflanzen im Innenraum die Luft.

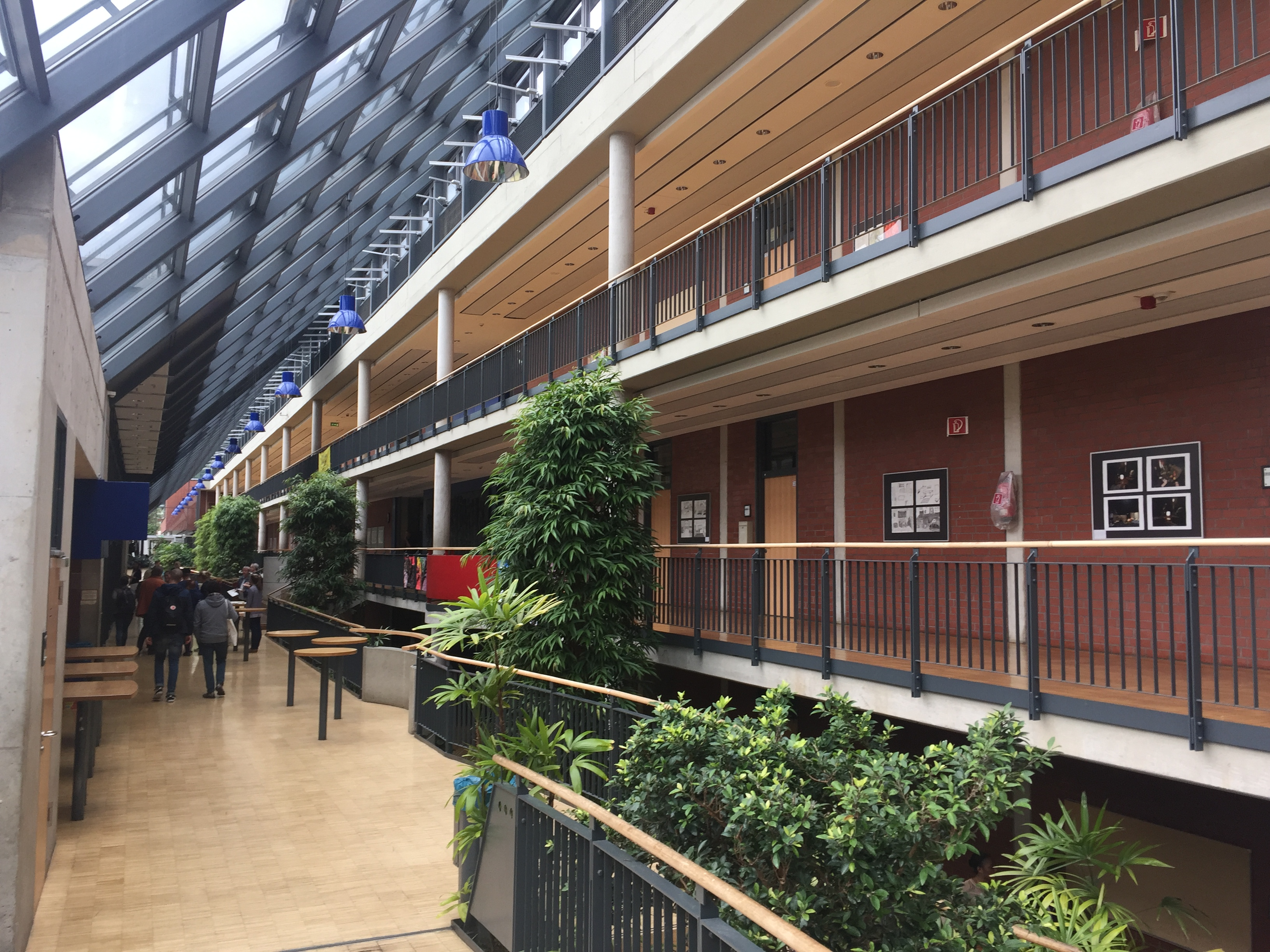
Zentrale Pausenhalle von innen

## Deutscher Schulpreis 2015
Die Schule wurde dafür ausgezeichnet, dass „Schüler, Lehrer und Eltern respektvoll miteinander umgehen“ würden. Eine der umgesetzten Ideen bestehe darin, jedem Schüler eine Verantwortlichkeit zu geben, zum Beispiel als Schulsanitäter oder Pate für Jüngere. Die Schule liegt in einem sozialen Brennpunkt, die Hälfte der Schüler wächst in einer Ein-Eltern-Familie auf, ein Drittel hat einen Migrationshintergrund. Die Jury wies auch darauf hin, dass seit Jahren kein Schüler mehr die Schule ohne Abschluss verlassen habe. Auch im Sportunterricht werde nach Inklusion gestrebt. Es gibt auf Wunsch der Schüler eine Kleiderordnung, die rassistische Aufschriften untersagt; der Gebrauch von Mobiltelefonen wird durch eine Mediennutzungsordnung auf konkrete Unterrichtssituationen beschränkt. Man nutze die Nachmittagsstunden, um den Unterricht zu „entzerren“. Es gibt zwei Sozialpädagogen, eine Sozialarbeiterin, zwei Hausmeister und ein großes Küchenteam.